# Lukavci
 Ovo je glavno značenje pojma Lukavci. Za druga značenja pogledajte Lukavci (razdvojba).
Lukavci su otočići u Korčulanskom kanalu, oko 3 km zapadno od Šćedra. Od južne obale otoka Hvara  (tj. od mjesta Sveta Nedjelja) su udaljeni oko 3 km.
Veći otok Lukavac Veli je površine 0,027 km2, s dužinom obalnog pojasa 650 m i najvišom točkom od 4 metra.
Manji otok Lukavac Mali, 600 m jugozapadno od većeg, je površine 0,017 km², s dužinom obalnog pojasa 480 m i najvišom točkom od 3 metra. Na manjem otoku je i svjetionik koji daje svjetlosni signal R Bl 3s. Nazivni domet svjetionika je 5 milja.

## Vanjske poveznice
|  | Zajednički poslužitelj ima još gradiva o temi Lukavci |